# Trình Văn Thống
Trình Văn Thống là Trung tướng Công an nhân dân Việt Nam. Ông nguyên là Ủy viên Ban Thường vụ Đảng ủy, Phó Tổng cục trưởng Tổng cục An ninh, Bộ Công an (Việt Nam).

## Sự nghiệp
Ông từng công tác trong ngành Công an ở tỉnh Bình Định.
Năm 2004, ông được điều động giữ chức vụ Cục trưởng Cục An ninh Tây Nguyên (cục này thành lập ngày ngày 11/8/2004). Lúc này ông mang quân hàm Đại tá Công an.
Ông đã lãnh đạo Cục An ninh Tây Nguyên truy bắt lực lượng FULRO chống chính quyền Việt Nam ở Tây Nguyên.
Ngày 4/6/2008, Thủ tướng Chính phủ ban hành Quyết định thăng cấp bậc hàm cho ông từ Đại tá lên Thiếu tướng Công an nhân dân Việt Nam, lúc này ông đang là Cục trưởng Cục An ninh Tây Nguyên.
Năm 2011, ông từng lãnh đạo tổ công tác đặc biệt của Tổng cục An ninh, Bộ Công an truy bắt Giang Kim Đạt ở nước ngoài theo phân công trực tiếp của Trần Đại Quang và Tô Lâm.
Tháng 4 năm 2012, khi Trung tướng Trịnh Lương Hy nghỉ hưu, thì ông giữ chức Phó Tổng cục trưởng Tổng cục An ninh 2, Bộ Công an thay ông Hy.
Năm 2013, ông là Thiếu tướng, Phó Tổng cục trưởng Tổng cục An ninh 2, Bộ Công an.
Tháng 5 năm 2014, ông là Trung tướng, Phó Tổng cục trưởng Tổng cục An ninh 2, Bộ Công an.
Năm 2015, ông là Trung tướng, Phó Tổng cục trưởng Tổng cục An ninh, Bộ Công an (Việt Nam).

## Bị kỷ luật
Ngày 31 tháng 10 năm 2019, Ủy ban Kiểm tra Trung ương Đảng Cộng sản Việt Nam quyết định thi hành kỷ luật Trung tướng Trình Văn Thống bằng hình thức cảnh cáo do trong thời gian giữ cương vị Ủy viên Ban Thường vụ Đảng ủy, Phó Tổng cục trưởng Tổng cục An ninh, đã tham mưu cho Lãnh đạo Bộ Công an ban hành văn bản về đơn vị nghiệp vụ không đúng quy định, vi phạm pháp luật về bảo vệ bí mật nhà nước. Sai phạm của Trung tướng Trình Văn Thống có liên quan đến vụ án Phan Văn Anh Vũ (tức Vũ "nhôm") lợi dụng các sơ hở trong tổ chức, quản lý đơn vị nghiệp vụ của ngành công an để tham nhũng, vụ lợi.

## Phong tặng

### Quân hàm
- Thiếu tướng Công an nhân dân Việt Nam (2008)
- Trung tướng Công an nhân dân Việt Nam (2014)

### Huân huy chương
- Kỷ niệm chương Vì sự nghiệp phát triển Giao thông Vận tải Việt Nam (13/8/2015)[13]